# Hipenins
Els hipenins (Hypeninae) són una subfamília de lepidòpters ditrisis de la família dels erèbids (Erebidae). Abans formava part de la família Arctiidae.
Una espècie notable és Mecistoptera griseifusa, que viu únicament sobre les gotes d'aigua que beu amb la probòscide.

## Taxonomia
La subfamília Hypeninae va estar classificada prèviament en la família Noctuidae. Diversos gèneres que van ser classificats prèviament en aquesta subfamília s'han traslladat a les subfamílies Rivulinae i Boletobiinae de la família Erebidae, deixant Hypeninae com un grup de gèneres estretament relacionats amb el gènere tipus Hypena.

## Gèneres
- Aethalina
- Arrade
- Artigisa
- Avirostrum
- Britha
- Calathusa
- Catada
- Catadoides
- Colobochyla
- Dichromia
- Elaphristis
- Epitripta
- Esthlodora
- Foveades
- Goniocraspedon
- Goniophylla
- Harita
- Hypena
- Hypenarana
- Hypertrocta
- Lophotoma
- Lysimelia
- Mecistoptera
- Meyrickella
- Naarda
- Panilla
- Paonidia
- Parilyrgis
- Paurophylla
- Pherechoa
- Philogethes
- Prionopterina
- Rhodina
- Rhynchina
- Rhynchodontodes
- Sandava
- Sarobela
- Stenopaltis
- Synolulis
- Tigrana

## Galeria

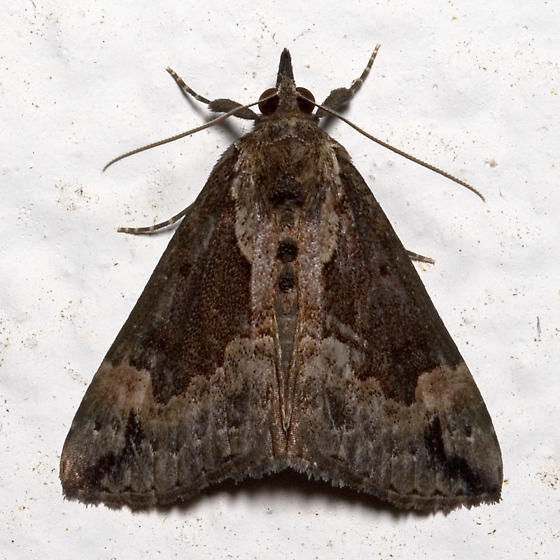
Hypena baltimoralis
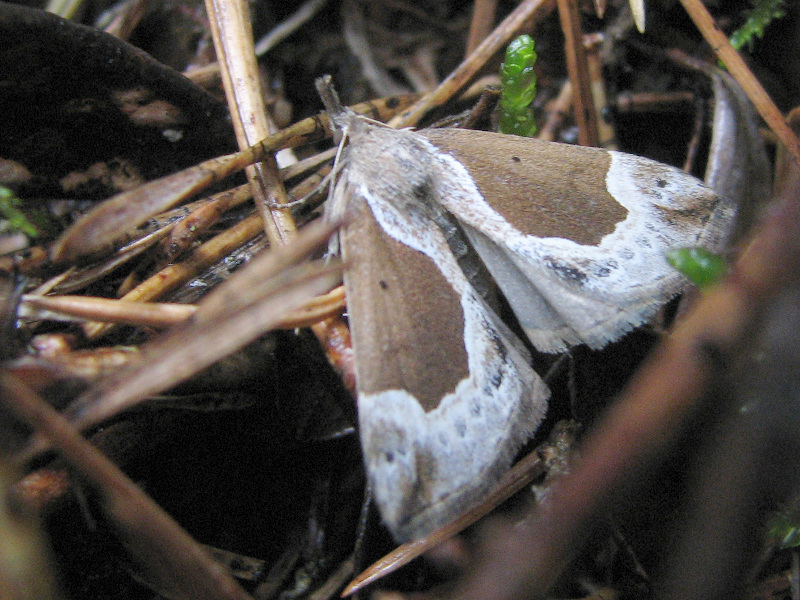
Hypena crassalis
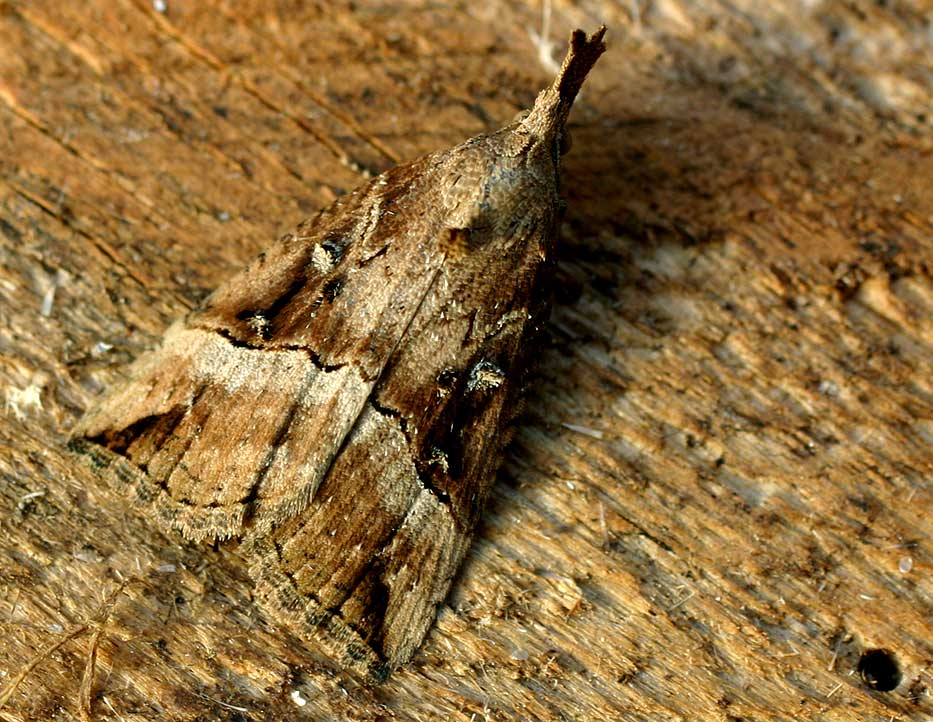
Hypena rostralis
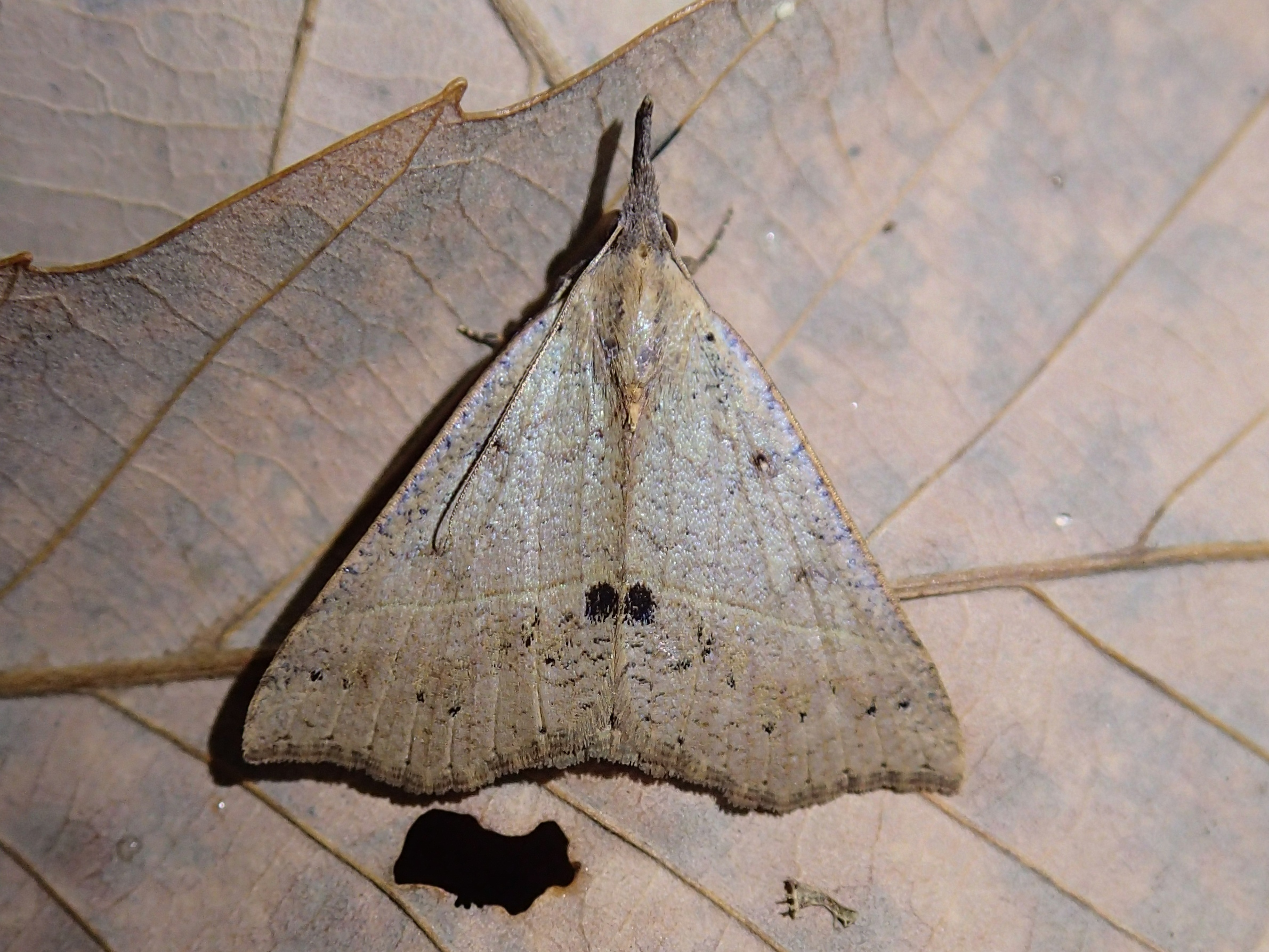
Hypena strigata